# Teresa Núñez González
María Teresa Núñez González (Madrid, 1 de noviembre de 1941) es una escritora española conocida por sus publicaciones en diversos géneros literarios, especialmente en poesía, literatura infantil, novela corta y teatro.

## Biografía
Teresa Núñez González nació el 1 de noviembre de 1941 en Madrid, España. Es hermana de la también escritora María Rosa Núñez González (alias Ros M. Talbot entre otros).
Desde que era adolescente publica en la revista Arquero y en el semanario Blanco y Negro (revista). Posteriormente, colabora durante veinte años en colecciones de libro de bolsillo de la Editorial Rollán y la Editorial Bruguera, utilizando los seudónimos de Viky Doran y Vicky Doran para novelas rosas y Paul Lattimer para novela del Oeste, para pasar desapercibida por diversos motivos y de las cuales llégo a publicar centenares de títulos.
Ha escrito cuento, novela corta, y teatro infantil destacando sobre todo sus libros de poesía. Crítica literaria en el Taller Fuentetaja de Madrid y columnista en el diario Metro Directo.
Ha obtenido cerca de doscientos premios literarios en diversos géneros. En poesía destacan Premio de Poesía Blas de Otero (1993), Premio de Poesía Juan Alcaide (1994), Premio de la Feria del Libro de Madrid (1994), Premio Tardor de Poesía (2000), Premio Ciudad de Pamplona (2011) y Premio Ciega de Manzanares (2022).
Con quince poemarios y varios conjuntos de relatos, también es digna de destacar su labor en literatura infantil, sobre todo sus publicaciones de teatro y narrativa .
Su obra se ha publicado en sellos como la Asociación de Escritores y Artistas Españoles, Huerga y Fierro Editores, Lastura ediciones, Editorial CCS, Editorial Everest y Editorial Edebé.
En 2023 se realizó un homenaje a su trayectoria en el V Encuentro Poético Almagro Íntimo, coincidente con la celebración del Festival Internacional de Teatro Clásico de Almagro, coordinado por Nieves Fernández Rodríguez en el Convento de la Asunción de Calatrava de Almagro.

## Publicaciones
Algunas de sus publicaciones son:

### Poemarios premiados
- Desde un soneto (Madrid: Asociación Prometeo, 1987), Premio Prometeo de Poesía Nueva
- Los días para amar (Madrid: Ed. Torremozas, 1990)
- Una tierra llamada libertad (Burgos: Ayuntamiento, 1990), Premio poesía religiosa San Lesmes Abad
- De cuando el mar regresa (Campo de Criptana, 1991), Premio Pastora Marcela
- Huésped de mi sangre (Valdepeñas, 1995), Premio Juan Alcaide
- Memorial de un lunes sin memoria (Madrid: 1995), Premio Feria del Libro de Madrid
- Ojalá el otoño (Rute: Ed. ánfora Nova, 1997), Premio Mariano Roldán
- La canción del agua (Castelló de la Plana, 2000), Premio Tardor
- El ojo inmenso (Guadalajara: Diputación Provincial, 2001), Premio Rio Ungría
- De la melancolía y otras lluvias (Bujalance: Ayuntamiento, 2001), Premio Poeta Mario López
- Si arde París (Alcorcón, 2002), Premio Ciudad de Alcorcón.
- Inesperadamente mar (Córdoba: Casa de Galicia, 2002), Premio Rosalía de Castro
- El juglar de los pájaros (Toledo, Ed. Celya, 2011), Premio Ciudad de Pamplona.
- Una muerte íntima (Manzanares, 2022), Premio Ciega de Manzanares.

### Narrativa
- Manías (León: Diario de León, 1999) Premio Relatos Breves del Diario de León.
- Naufragios (Madrid: Huerga y Fierro editores, 2005)
- Cuando sopla el diablo (Madrid: Editorial Slovento, 2009).
- Bragas (Alcorcón: Editorial Lastura, 2016)

### Literatura infantil
- Sabadocuento (Madrid: Editorial CCS, 1999).
- En busca del Arco Iris (Madrid: Editorial CCS, 2000).
- Un curso con mucho cuento (Madrid: Editorial CCS, 2003).
- Cierto olor a violetas (Alicante: Editorial Aguaclara, 2007).
- El hada del abanico verde (Madrid: Editorial Everest, 2011), Premio Mª José Jove de Escritura Teatral Infantil
- Cuando tu padre se llama Pepe (Béjar: Casino Obrero, 2005), Premio Casino Obrero.
- Dos viajes y un gato (Editorial Sedesa, 2006).
- Érase una aldea sin suerte (Barcelona: Editorial Edebé, 2013).

### Teatro infantil
- Una de indios (Madrid: Editorial CCS, 2007).
- Reyes y dragones (Madrid: Editorial CCS, 2013).